# الصنيف (المحويت)
الصنيف هي إحدى قرى الجمهورية اليمنية. وهي تتبع جغرافيًا لمحافظة المحويت. وإداريًا لمديرية بني سعد. يبلغ تعداد سكانها 1076 نسمة حسب الإحصاء الذي جرى عام 2004.